# タスマン・ユナイテッド
タスマン・ユナイテッド（Tasman United）は、ニュージーランドのネルソンをホームタウンとする、ニュージーランド・フットボールチャンピオンシップに加盟するサッカークラブ。

## 概要
2015年12月、ニュージーランドサッカー協会より2016-2017年シーズンからのASBプレミアシップへの参加が発表された。